# Vittorio Zucconi
Vittorio Guido Zucconi (Bastiglia, 16 agosto 1944 – Washington, 26 maggio 2019) è stato un giornalista e scrittore italiano naturalizzato statunitense.

## Biografia
Vittorio Zucconi nasce a Bastiglia (provincia di Modena), figlio di Guglielmo Zucconi, giornalista (fu direttore de La Domenica del Corriere e del Giorno) e deputato della Democrazia Cristiana, e fratello di Guido. Dopo l'infanzia trascorsa a Modena, si trasferisce con la famiglia a Milano, dove studia al Liceo classico Giuseppe Parini. Zucconi collabora al giornalino del liceo La zanzara, fino a diventarne direttore. Al Parini, Zucconi conosce e convince a collaborare con La zanzara Walter Tobagi, futuro giornalista del Corriere della sera, poi assassinato dal gruppo Brigata XXVIII marzo. Zucconi si iscrive quindi all'Università degli Studi di Milano, dove si laurea in Lettere a indirizzo moderno con tesi in storia sui movimenti anarchici italiani.
Il 14 settembre 1989 Zucconi descrive la visita negli Stati Uniti di Boris El'cin, dandone una pessima immagine e descrivendolo come un uomo dedito all'alcol. L'articolo viene ripreso anche dalla Pravda, sollevando aspre polemiche in Unione Sovietica tanto che la Pravda è costretta, dopo la smentita dell'entourage di El'cin, a scusarsi. L'articolo, come ammesso poco dopo dallo stesso Zucconi, conteneva diverse inesattezze. La vicenda viene ripresa anche dal New York Times e dal Washington Post; la giornalista Eleanor Randolph critica aspramente il modo in cui Zucconi ha realizzato l'articolo per lo più basato su fonti de relato e con molti errori. Zucconi nel suo libro Parola di giornalista, nel ricostruire la vicenda, ammetterà di essere stato superficiale e avere riportato delle cose inesatte sulla base delle quali fu attaccato, pur sottolineando come la sostanziale veridicità dei fatti fosse comprovata da altri articoli di stampa di altre testate sia prima sia dopo tale evento e che solo l'uso del suo articolo come mezzo per attaccare El'cin avesse portato a quelle conseguenze.
Zucconi comincia la professione giornalistica nei primi anni sessanta come cronista di nera al quotidiano La Notte di Milano, sulle orme del padre. Assunto nel 1969 come redattore a La Stampa, diventa corrispondente, prima da Bruxelles e successivamente da Washington sempre per La Stampa, da Parigi per la Repubblica, da Mosca per il Corriere della Sera durante il periodo della Guerra fredda e dal Giappone ancora per La Stampa dopo essere tornato a Roma nel 1977 per seguire gli anni del terrorismo rosso e l'omicidio Moro. Tra gli scoop si segnala per la scoperta del caso Lockheed (1976), lo scandalo degli aerei C130 venduti all'Italia grazie alle tangenti versate a generali e ministri, per il quale l'allora presidente della Repubblica Giovanni Leone fu costretto a dimettersi.
Nel 1985 Zucconi si trasferisce definitivamente a Washington, dove ricopre l'incarico di editorialista dagli Stati Uniti per la Repubblica e dove vivrà fino alla morte. Dall'esperienza nata dal suo lavoro come corrispondente e inviato speciale ha tratto il libro Parola di giornalista. 
Dal 2007 tenne corsi estivi di storia italiana contemporanea e di giornalismo per post laureati al Middlebury College (Vermont, USA). Insieme al padre ha scritto il libro La scommessa (1993). Una sua antologia per ragazzi, Stranieri come noi (1993), pubblicato dalla Einaudi Scuola, è stata adottata come testo di lettura per le Scuole Medie. Zucconi era noto anche per il suo attivismo contro la pena di morte negli Stati Uniti d'America. Zucconi è stato direttore dell'edizione web di Repubblica dalla creazione fino al 2015 ed è stato direttore dell'emittente Radio Capital dal 1999 fino al 2018. Su quest'ultima curava una rubrica di filo diretto con gli ascoltatori, che andava in onda una volta al giorno, e la trasmissione del preserale TG Zero. Curava inoltre una rubrica sul settimanale D - la Repubblica delle Donne e la rubrica Parola di Nonno sulla rivista bimestrale Kids.
Nel corso della sua carriera, Vittorio Zucconi ha ricevuto vari riconoscimenti giornalistici nazionali, tra i quali il "Premiolino", il "Trento", il "Max David", l'"Estense" per la saggistica, il "Luchetta" alla carriera e il principale premio nazionale, il "Saint-Vincent", il Premio Giornalistico Amerigo nella categoria Radio. Nel 2015 gli è stato conferito il Premio America della Fondazione Italia USA.

## Vita privata
Nel 1962 conobbe Alisa Tibaldi e nel 1969 la sposò. Ebbe due figli (Chiara e Guido) e sei nipoti, che vivono tutti negli Stati Uniti. Dal 2002 Zucconi ottenne anche la cittadinanza statunitense. È morto a Washington il 25 maggio 2019, dopo una lunga malattia. Dopo il funerale è stato cremato e il 4 ottobre 2019 le sue ceneri sono state trasportate ad Arenzano, in Liguria.

## Opere
- I cinque cerchi rossi, Milano, Rizzoli, 1980.
- Intervista col Giappone, a cura di, Torino, La Stampa, 1983.
- Il Giappone tra noi, Milano, Garzanti, 1986.
- Si fa presto a dire America, Milano, A. Mondadori, 1988. ISBN 88-04-31362-5.
- Parola di giornalista, Milano, Rizzoli, 1990. ISBN 88-17-84007-6, Premio Nazionale Rhegium Julii per il Giornalismo[16].
- Si fa presto a dire Russia, Milano, A. Mondadori, 1992. ISBN 88-04-35769-X.
- Viaggio in America, Milano, Rizzoli, 1993. ISBN 88-17-84260-5.
- La scommessa. Cento ragioni per amare l'Italia, con Guglielmo Zucconi, Milano, Rizzoli, 1993. ISBN 88-17-84277-X.
- Stranieri come noi. Storie, drammi e avventure di ragazzi come noi nel mondo di oggi, Milano, Einaudi scuola, 1993. ISBN 88-286-0183-3.
- Le città del sogno. Viaggio nelle metropoli americane, Torino, La Stampa, 1995. ISBN 88-7783-092-1.
- Gli spiriti non dimenticano. Il mistero di Cavallo Pazzo e la tragedia dei Sioux, Milano, A. Mondadori, 1996. ISBN 88-04-36723-7.
- Un falco nella notte. Cavallo Pazzo, guerriero Sioux, Milano, Einaudi scuola, 1997. ISBN 88-286-0333-X.
- Storie dell'altro mondo. La faccia nascosta dell'America, Milano, Mondadori, 1997. ISBN 88-04-42811-2.
- Le piazze dell'Europa, Milano, TCI, 2001.
- Storie da non credere, Milano, Einaudi scuola, 2001. ISBN 88-286-0546-4.
- Il calcio in testa. Vivere con il vizio del pallone e guai a chi ce lo toglie, Roma, Gallucci, 2003. ISBN 88-88716-07-6.
- George. Vita e miracoli di un uomo fortunato, Milano, Feltrinelli, 2004. ISBN 88-07-17092-2.
- L'aquila e il pollo fritto. Perché amiamo e odiamo l'America, Milano, Mondadori, 2008. ISBN 978-88-04-58306-6.
- Il caratteraccio. Come (non) si diventa italiani, Milano, Mondadori, 2009. ISBN 978-88-04-59367-6.
- Il lato fresco del cuscino. Alla ricerca delle cose perdute, Milano, Feltrinelli, 2018.ISBN 978-88-07-07038-9.
- L'arte del ritratto. 50 personaggi raccontati da una grande firma del giornalismo italiano, Introduzione di Paolo Garimberti, Roma, la Repubblica, 2021, ISBN 977-11-286-0825-6.